# 中層建築物
中層建築物（ちゅうそうけんちくぶつ）は、高さによって建築物を区分する際の一区分で、一般に3階以上、5階以下の建築物を指す。中層建築物より高さが低い建築物は低層建築物、高さが高い建築物は高層建築物と呼ばれる。

## 定義
中層建築物には種々の定義があるが、一般的には国土交通省の法令の運用などに基づき、3階以上、5階以下の建築物を中層建築物と呼ぶことが多い。主要な定義には以下のものがある。
都市計画法施行令では、一団地の住宅施設の都市計画については、住宅の低層、中層又は高層別の予定戸数を定めることとされており（第6条第1項第7号）、実務上、低層は1-2階、中層は3-5階、高層は6階以上とされている。
建設省が1995年に策定した「長寿社会対応住宅設計指針」（建設省住備発第63号）においても、「6階以上の高層住宅にはエレベーターを設置するとともに、できる限り3〜5階の中層住宅等にもエレベーターを設ける。」と規定されており、3-5階が中層住宅とされている。
消防法では、中層建築物についての定義はないが、高層建築物を「高さ31mを超える建築物」と定義しているため（第8条の2）、中層建築物の上限は高さ31mであると解釈することができる。